# Juan Horvat
Juan Horvat (en croata: Ivan Horvat; en húngaro: Horváti János; fallecido el 15 de agosto de 1394) fue un noble croata en el Reino de Hungría que se desempeñó como ban de Macsó desde 1376 hasta 1381, y nuevamente entre 1385 y 1386.
Horvat era hermano de Ladislao y Pablo, obispo de Zagreb, y sobrino de Juan de Palisna. Junto con su tío, Horvat lideró el levantamiento contra la reina María I de Hungría y su madre y regente, Isabel de Bosnia. Ayudó al rey Carlos III de Nápoles a deponer a María y asumir la corona húngara a fines de 1385. La reina Isabel pronto mandó asesinar a Carlos. En 1386, Horvat y su tío capturaron a las reinas en Gorjani y las encarcelaron. Isabel fue estrangulada por orden del tío de Horvat, mientras que María finalmente fue liberada por su esposo, Segismundo de Luxemburgo, que recientemente había sido coronado rey de Hungría. El aliado de Horvat era el primo hermano de Isabel, el rey Tvrtko I de Bosnia, quien lo nombró a él y a sus hermanos gobernadores de Usora. Al propio Horvat también se le concedió la ciudad de Omiš por parte del rey Tvrtko. Sin embargo, Tvrtko murió en 1391 y tres años después, Horvat fue capturado por el rey Segismundo. Segismundo y María luego vengaron la muerte de su madre al ejecutar brutalmente a Horvat en Pécs el 15 de agosto de 1394.